# パーソンズ・マリン・スチーム・タービン

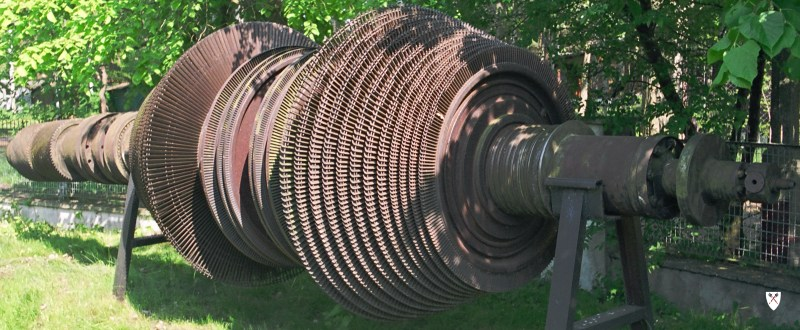
同社製タービンのブレード部分

パーソンズ・マリン・スチーム・タービン（英語: Parsons Marine Steam Turbine Company）は、かつてイギリスに存在したエンジニアリング会社。北部イギリス、タイン川上のウォールセンド(Wallsend)に拠点を置いていた。1897年にチャールズ・アルジャーノン・パーソンズによって資本金50万ポンドで設立され、海軍艦艇用に開発した蒸気タービン専用工場とされた。
イギリス海軍最初のタービン搭載戦艦、ドレッドノートはパーソンズ社製のタービンだった。またキュナード・ライン社の31,000トン客船モーリタニア(Mauretania)とルシタニア(Lusitania)は73,000馬力のパーソンズ社製タービンを搭載した。
インヴィンシブル級巡洋戦艦の全てが同社製のタービンを使用した。
日本海軍では初めてのタービン搭載艦である通報艦「最上」は同社のタービンを搭載し、1908年（明治41年）に竣工した。その後も大正時代にかけてブラウン・カーチス式タービンと共に同社のパーソンズ式タービンが多くの艦艇に搭載された。日本駆逐艦初のタービン推進艦の海風型駆逐艦や巡洋戦艦「金剛」「比叡」「霧島」、空母「鳳翔」の他、三菱長崎造船所で建造された防護巡洋艦「矢矧」、戦艦「日向」などに搭載された。また三菱重工業で改設計された三菱パーソンズ式タービンが峯風型駆逐艦、多くの5,500トン型軽巡洋艦、「夕張」や重巡洋艦「古鷹」などに搭載された。1929年（昭和4年）竣工の「青葉」への搭載を最後にその後は国産設計の艦本式タービンへと移行した。
会社は後にパーソンズ(C.A.Parsons)に吸収され、現在はドイツの複合企業シーメンスの一部門としてニューカッスル・ヒートン地区に残っている。